# Ust'-Labinsk
Ust'-Labinsk (anche traslitterata come Ust-Labinsk) è una città della Russia europea meridionale (kraj di Krasnodar), situata nella parte occidentale della Ciscaucasia sulla riva di destra del fiume Kuban' presso la confluenza con il suo affluente Laba, circa 62 km a nordest di Krasnodar; è il capoluogo amministrativo del distretto omonimo.
La cittadina venne fondata nel 1778 come fortezza con il nome di Aleksandrovskaja; 15 anni più tardi cominciò la costruzione di una seconda fortezza, denominata Ust'-Labinskaja, che l'anno dopo, ad opera dei cosacchi del Don, divenne una stanica (villaggio cosacco). Lo status di città fu concesso nel 1958.

## Società

### Evoluzione demografica
Fonte: mojgorod.ru
- 1897: 5.100
- 1959: 30.200
- 1979: 39.200
- 1989: 41.800
- 2002: 43.824
- 2007: 42.300